# Awa Bamogo
Awa Bamogo (* 15. Juni 1999 in Ouahigouya) ist eine burkinische Radrennfahrerin.

## Sportlicher Werdegang
Bamogo wuchs in Ouahigouya, einer Großstadt im Norden des Landes, auf und nahm dort als Jugendliche an lokalen Radrennen teil, die sie noch mit einem Korb am Fahrrad bestritt. Nachdem sie auch bei Rennen in der Hauptstadt erfolgreich war, wurde sie ab 2018 vom nationalen Militärsportklub gefördert. Auf diese Weise konnte sie 2019 erstmals außerhalb des Landes auftreten und gewann bei den Afrika-Meisterschaften 2019 die Bronzemedaille der U23 (als 14. im Straßenrennen der Frauen, das von Elite und U23 gemeinsam bestritten wurde). Auf der Bahn konnte sie sich beim einmalig ausgetragenen Africa Cup in Abuja auszeichnen, wo sie siebenmal auf dem Podium stand. Zudem nahm sie an einer Sichtung im World Cycling Centre Africa teil.
2020 gewann sie drei Medaillen bei den Afrika-Meisterschaften im Bahnradsport, als erste und bislang (Stand 2023) einzige Sportlerin ihres Landes auf diesem Niveau. 2022 konnte sie erneut eine Bronzemedaille bei den Straßen-Afrikameisterschaften gewinnen, nunmehr in der Elite. Ein Jahr später verbesserte sie sich um einen Platz und sicherte ihrem Land damit einen Startplatz bei den Olympischen Spielen 2024.
2023 nahm sie dank der Unterstützung des Afrikanischen Radsportverbands erstmals an Rennen in Belgien teil. Dank der entstandenen Kontakte wurde sie 2024 vom irischen Continental Team Torelli verpflichtet. Im olympischen Straßenrennen 2024 war sie die erste Ausreißerin des Tages, wurde aber schnell eingeholt und schied im weiteren Rennverlauf aus.
Bamogo ist dreimalige burkinische Landesmeisterin im Straßenrennen (2019, 2021, 2025) und gewann zahlreiche Rennen auf nationaler Ebene, darunter die erste Ausgabe der Tour du Faso für Frauen 2021. Außer bei Afrikameisterschaften vertrat Bamogo ihr Land bei den Afrikaspielen 2019 und 2023 sowie den Straßenradsport-Weltmeisterschaften 2023.

## Erfolge

### Straße
2019
 Burkinische Meisterin – Straßenrennen
 Afrikameisterschaften – Straßenrennen (U23)
2021
 Burkinische Meisterin – Straßenrennen
2022
 Afrikameisterschaften – Straßenrennen
2023
 Afrikameisterschaften – Straßenrennen
 Afrikameisterschaften – Mixed-Staffel
2025
 Burkinische Meisterin – Straßenrennen

### Bahn
2020
 Afrikameisterschaften – Scratch
 Afrikameisterschaften – Einerverfolgung, Punktefahren